# Мумията: Гробницата на Императора Дракон
Мумията: Гробницата на Императора Дракон (на английски: The Mummy – Tomb Of The Dragon Emperor) е американски филм от 2008 година. Продължение е на „Мумията се завръща“ (2001) в поредицата „Мумията“.

## За филма
След сериозния касов успех на двата предишни филма за авантюриста Рик О’Конъл и неговите приключения с мумииите от Древен Египет идва време и за „Мумията: Гробницата на Императора Дракон“. Продукцията е поверена в ръцете на Роб Коен („Стелт“), а режисьорът на предишните филми Стивън Сомърс е продуцент на филма. Сценарият е писан от тандема Алфред Гоуг и Майлс Милър, които имат зад гърба си успех със „Спайдър-Мен 2“ и „Смъртоносно оръжие 4“. Ролите в приключенската лента се изпълняват от Брендън Фрейзър („Сблъсъци“), Джет Ли („Герой“), Мария Бело („Разплата“), Мишел Йео („Тигър и Дракон“) и Джон Хана („Четири сватби и едно погребение“). Oбщата печалба от предишните два филма възлиза на 850 млн. долара и третото продължение е сочено за едно от най-чаканите заглавия на лято 2008. От 2000 години Император Хан (Джет Ли) е прокълнат от магьосницата Жуан Зи (Мишел Йео) да седи неподвижно в гробница, заедно със своите хиляди войни. Всичко това се променя, когато младия откривател Алекс (Люк Форд) прави грешката да го върне към живот и с това да предизвика необратими последствия. Императорът търси отмъщение за проклятието си и тръгва с армията си да покори целия свят. В целия този хаос се появяват родителите на Алекс – Рик (Брендън Фрейзър) и Евелин (Мария Бело), които имат опит с мумиите и знаят как да действат. На помощ идва магьосницата Жуан Зи, която дава живот на хилядите врагове на Императора, които лежат мъртви под Великата китайска стена. Битката между тях започва в Китай и се пренася в Хималаите, където съдбата на безмилостния Хан ще бъде решена от семейство О’Конъл.

## „Мумията: Гробницата на Императора Дракон“ в България
На 1 април 2012 г. Нова телевизия излъчва филма с български дублаж . Екипът се състои от:
| Роля                | Изпълнител                                                                                     |
| ------------------- | ---------------------------------------------------------------------------------------------- |
| Преводач            | Венета Горанова                                                                                |
| Режисьор на дублажа | Красимир Куцупаров                                                                             |
| Тонрежисьор         | Димитър Кукушев                                                                                |
| Озвучаващи артисти  | Йорданка Илова Яница Митева Виктор Танев Стефан Сърчаджиев-Съра Станислав Димитров Васил Бинев |

По каналите на bTV филмът е излъчван с втори дублаж на студио Медия Линк:
| Преводач            | Антония Халачева                                                                          |
| Озвучаващи артисти  | Елисавета Господинова Яница Митева Мартин Герасков Светломир Радев Георги Георгиев - Гого |
| Тонрежисьор         | Емил Енев                                                                                 |
| Режисьор на дублажа | Милена Манчева                                                                            |

Съществува и трети дублаж на Доли Медия Студио, за канал FOX:
| Преводач            | Илияна Йорданова                                                       |
| Озвучаващи артисти  | Татяна Захова Таня Димитрова Константин Лунгов Илиян Пенев Росен Русев |
| Тонрежисьор         | Валентина Георгиева                                                    |
| Режисьор на дублажа | Антонина Иванова                                                       |